# Errore A non B
Con il termine errore A non B, in psicologia, si intende un errore che permane nei neonati fino al compimento del primo anno di età riscontrato da Jean Piaget. 
Se il bambino ha trovato più volte un oggetto in una posizione continuerà a cercarlo lì, anche se vede lo spostamento. Piaget sosteneva che questo errore fosse dovuto ad un'immaturità del sistema cognitivo che non consentiva ancora la sperimentazione attiva.

È stato però dimostrato che se al bambino si mostra più volte lo spostamento, questi è in grado di comprendere il cambiamento e cercherà l'oggetto nella nuova posizione.